# Claire Hamill
Claire Hamill (née le 4 août 1954 à Port Clarence, dans le comté de Durham) est une auteur-compositeur-interprète britannique.
Repérée par Chris Blackwell dans les clubs locaux où elle joue, elle signe chez Island et sort son premier album, One House Left Standing, en 1971, alors qu'elle n'a que 17 ans. Après un second album, et une tournée américaine avec Jethro Tull et Procol Harum, elle quitte Island pour Konk, le label créé par Ray Davies, qui produit son troisième album, Stage Door Johnnies.
Après Abracadabra (1975), elle s'éloigne du monde de la musique, et n'y revient qu'au début des années 1980, en collaborant avec Wishbone Ash ou Jon and Vangelis. Elle se réoriente vers la musique new age et produit de nombreuses musiques pour la BBC et Channel 4. Elle continue à sortir des albums à ce jour.

## Discographie
- 1971 : One House Left Standing
- 1973 : October
- 1974 : Stage Door Johnnies
- 1975 : Abracadabra
- 1984 : Touchpaper
- 1986 : Voices
- 1988 : Love in the Afternoon
- 1998 : Summer
- 2005 : The Lost and the Lovers
- 2007 : The Minor Fall the Major Lift: the Best of Josephine Claire Hamill
- 2012 : The Meeting of the Waters